# Derecho privado
El derecho privado es la rama del derecho que se ocupa de las relaciones jurídicas entre particulares. La distinción entre derecho privado y derecho público constituye, históricamente, uno de los fundamentos principales de la sistematización del derecho. El criterio tradicional considera que si uno de los sujetos intervinientes en una relación es «público», es decir, es el Estado, estamos en presencia de derecho público. Por el contrario, si ninguno de los sujetos de la relación que contemplamos es el Estado, estamos ante una relación de derecho privado.
Este criterio no excluye la intervención del Estado en la regulación de los derechos y deberes que existen entre sus ciudadanos ni niega el papel de juez que, en último caso, siempre se atribuye el Estado. Pero no considera que esta implicación sea definitoria de una relación de derecho privado. 
Consecuentemente, la distinción tradicional considera pertenecientes al derecho público únicamente aquellos negocios jurídicos en los que el Estado actúa como parte directamente interesada, como si fuera un particular más.
Por las razones expuestas, se entiende que se rigen por el derecho privado las relaciones jurídicas entre particulares y el Estado cuando este actúa sin ejercer potestad pública alguna. Es el caso, por ejemplo, de los contratos de compraventa o alquiler de inmuebles pertenecientes a una administración pública y un particular o de las sociedades o empresas con personalidad jurídica propia creadas según las normas del derecho mercantil y en las que la administración ostenta una parte del capital de la compañía. Las relaciones internas y externas de dicha compañía en el tráfico mercantil se regirán por el derecho privado con independencia de que uno de sus socios, aunque sea mayoritario, sea el Estado.

## Antecedentes históricos de la división del Derecho
La clasificación entre derecho público y privado se remonta a la antigua Roma, pero está hoy en día en declive:[cita requerida] muchas técnicas y relaciones típicas del derecho privado las encontramos en el ámbito de las relaciones con y entre los poderes públicos y, a la inversa, aspectos que usualmente se han dado en el campo del derecho público aparecen adornando relaciones de derecho privado. Por ello esta división ha sido ampliamente criticada[¿por quién?] y en la actualidad no tiene tanta fuerza.[cita requerida]
En cualquier caso, el principal criterio diferenciador entre público y privado sigue siendo útil, por ejemplo, para comprender y distinguir las ramas del derecho que, tradicionalmente, se agrupan en cada categoría:
- Derecho privado: derecho civil, derecho mercantil, derecho societario, derecho concursal, derecho ambiental y derecho internacional privado.
- Derecho público: derecho constitucional, derecho administrativo, derecho penal, derecho internacional público, derecho tributario y derecho procesal.

Uno de los casos típicos en donde las diferencias entre derecho público y derecho privado no son tan evidentes es el derecho laboral, en el que la relación privada entre trabajador y empleador se halla fuertemente intervenida por una normativa pública. Lo mismo se ha señalado respecto del derecho de familia, donde la autonomía de la voluntad se ve reducida y existen importantes normas de orden público.

## Principios de la división del derecho
Los principios de derecho privado se suelen contraponer con los principios de legalidad y la potestad de imperio del derecho público.
En su esencia, el derecho privado goza de los siguientes principios fundamentales:

### Autonomía de la voluntad
En la persecución de sus propios intereses, las personas se relacionan entre sí mediante actos fundamentados en sus propias voluntades. La voluntad libre de vicios, dolo, coacción o engaño de personas con capacidad legal para realizar negocios jurídicos es suficiente para efectuar actos con efectos jurídicos. En principio, los sujetos de derecho privado pueden realizar todo aquello que no esté expresamente prohibido por el ordenamiento.

### Principio de igualdad
En los actos privados, los sujetos de derecho se encuentran en un punto equilibrado de igualdad, en donde ninguna de las partes es más que la otra, y ninguno puede exigir del otro nada sin un acuerdo de voluntades. Por ejemplo, una persona puede acordar con otra la compra de un reloj. Pero esta misma persona no puede exigir que la otra le entregue el reloj, ni puede forzarla a venderlo, pues la voluntad de ambos goza de igualdad.

## Diferencias entre derecho privado y derecho público
- Mientras que en el derecho público predomina la heteronomía y las normas de corte imperativo u obligatorio, en el derecho privado se hace prevalecer la autocomposición de los intereses en conflicto y las normas de corte dispositivo (normas que actúan en el caso de no haber acuerdo o disposición contractual previa entre las partes implicadas.
- Los sujetos en el derecho privado se suponen relacionados en posiciones de igualdad, al menos teórica. La típica relación de derecho público, en cambio, suele venir marcada por una desigualdad derivada de la posición soberana o imperium con que aparece revestido el o los organismos públicos (poderes públicos) que en ella interviene.
- Se dice que las normas de derecho privado tienden a favorecer los intereses particulares de los individuos, mientras que en las normas de derecho público estarían presididas por la consecución de algún interés público.
- El Derecho Público, tiene relaciones de subordinación. Mientras el Derecho privado, tiene relaciones de coordinación.